# 戴家墓地
戴家墓地，位於香港島薄扶林道的香港華人基督教聯會薄扶林道墳場中路右34级。中華民國國父孫中山先生之女婿戴恩賽博士及孫中山先生之女兒孙婉合葬於此。

## 戴恩賽
1952年，兒子戴永丰患肺结核，咯血不止，窒息而死。戴恩賽聞此死讯後，受刺激而脑溢血瘫痪。1955年1月16日在澳门去世，葬于澳门白马巷坟场，后迁葬于戴家墓地。

## 孙婉
孫婉於1979年在澳门镜湖医院逝世。殡礼由何贤主持，并宣读祭文。葬于澳门凼仔孝思永远墓园。1989年迁葬于香港薄扶林道坟场戴家墓地与戴恩赛合葬。